# Liste de ponts du Paraguay
Cet article a pour objet de présenter une liste de ponts remarquables du Paraguay, tant par leurs caractéristiques dimensionnelles, que par leur intérêt architectural ou historique.
Elle est présentée sous forme de tableaux récapitulant les caractéristiques des différents ouvrages proposés, et peut-être triée selon les diverses entrées pour voir ainsi un type de pont particulier ou les ouvrages les plus récents par exemple. La seconde colonne donne la classification de l'ouvrage parmi ceux présentés, les colonnes Portée et Long. (longueur) sont exprimées en mètres et enfin Date indique la date de mise en service du pont.

## Grands ponts
Ce tableau présente les ouvrages ayant des portées supérieures à 100 mètres ou une longueur totale supérieure à 3 000 mètres (liste non exhaustive).
|                                                       |   | Nom                                   | Portée | Long. | Type                                                       | Voie portée Voie franchie                      | Date | Localisation                                                     | Département                       | Ref.  |
| ----------------------------------------------------- | - | ------------------------------------- | ------ | ----- | ---------------------------------------------------------- | ---------------------------------------------- | ---- | ---------------------------------------------------------------- | --------------------------------- | ----- |
|                                                       | 1 | Second pont du rio Parana en projet   | 360    | 740   | Haubané Béton                                              | Rio Paraná                                     |      | Ciudad del Este - Foz do Iguaçu 25° 35′ 15,2″ S, 54° 35′ 37,4″ O | Alto Paraná Brésil                | [ 1 ] |
| Puente Internacional San Roque González de Santa Cruz | 2 | Pont San Roque González de Santa Cruz | 330    | 2550  | Haubané Tablier caisson béton, pylônes béton 115+330+115   | Rio Paraná                                     | 1990 | Encarnación - Posadas 27° 22′ 09,7″ S, 55° 51′ 43,6″ O           | Itapúa Argentine                  | [ 2 ] |
| Puente de la Amistad                                  | 3 | Pont international de l'Amitié        | 290    | 552   | Arc Béton, tablier porté                                   | R7 José Gaspar Rodríguez de Francia Rio Paraná | 1965 | Ciudad del Este - Foz do Iguaçu 25° 30′ 34,9″ S, 54° 36′ 02,5″ O | Alto Paraná Brésil                |       |
|                                                       | 4 | Pont d'Asuncion                       | 170    | 1410  | Poutre-caisson Béton précontraint 80+85+170+85+80          | RutaTranschaco 9 Rio Paraná                    | 1979 | Asuncion 25° 11′ 05,1″ S, 57° 32′ 45,7″ O                        | Distrito Capital Presidente Hayes |       |
|                                                       | 5 | Pont de Concepcion                    | 170    | 1305  | Poutre-caisson Béton précontraint 85+170+85+8x42+50+100+50 | R5 Gral. Bernardino Caballero Rio Paraná       | 1986 | Concepción 23° 27′ 21,4″ S, 57° 26′ 35,6″ O                      | Concepción Presidente Hayes       |       |